# Quách Thanh Côn
Quách Thanh Côn (giản thể: 郭声琨; phồn thể: 郭聲琨; bính âm: Guō Shēngkūn; sinh tháng 10 năm 1954) là một chính trị gia Trung Quốc. Ông nguyên là Ủy viên Bộ Chính trị, Bí thư Ban Bí thư, Bí thư Ủy ban Chính trị Pháp luật Trung ương Đảng Cộng sản Trung Quốc, Ủy viên Quốc vụ. Trước đó, ông là Bộ trưởng Bộ Công an Cộng hòa Nhân dân Trung Hoa, Bí thư Khu tự trị dân tộc Choang Quảng Tây, Giám đốc điều hành Tổng công ty Nhôm Trung Quốc, một doanh nghiệp nhà nước lớn.
Ông có bằng Tiến sĩ Quản trị Kinh doanh của Đại học Khoa học và Kỹ thuật Bắc Kinh.

## Thân thế và sự nghiệp
Quách Thanh Côn sinh tháng 10 năm 1954, là người gốc Hưng Quốc, Cám Châu, tỉnh Giang Tây.
Quách Thanh Côn tham gia lực lượng lao động vào năm 1973 trong thời kỳ Cách mạng Văn hóa với tư cách là một thanh niên được gửi đi ở tỉnh Giang Tây nông thôn và gia nhập Đảng Cộng sản Trung Quốc vào tháng 12 năm 1974.
Từ năm 1977 đến năm 1979 ông nghiên cứu khai thác mỏ tại Viện Luyện kim Giang Tây (nay là Trường Đại học Khoa học và Công nghệ Giang Tây). Ông tốt nghiệp chuyên ngành quản lý khoa học và công trình tại Học viện Quản lý kinh tế, thuộc Trường Đại học Khoa học kỹ thuật Bắc Kinh. Sau một thời gian làm việc tại vài đơn vị khai khoáng thuộc Bộ Luyện kim từ 1979 đến 1985, ông Quách Thanh Côn được điều tới công tác tại một số đơn vị thuộc Tổng công ty công nghiệp kim loại màu từ năm 1985 đến năm 2000. Ông đã đảm trách nhiều cương vị lãnh đạo tại đây.
Năm 2000, ông là một trong những người sáng lập Tổng công ty Nhôm Trung Quốc (Chinalco) và trở thành Chủ tịch kiêm Giám đốc điều hành của công ty. Ông cũng giám sát danh sách kép các công ty con của Chinalco, Công ty Cổ phần Nhôm Trung Quốc (Chalco), trên thị trường chứng khoán New York và Hồng Kông. Sau khi được cử giữ chức Chủ tịch Ủy ban giám sát các công trình trọng điẻmXequốc gia từ 2000 đến 2001, Tổng Giám đốc Tổng Công ty Nhôm từ 2001 đến 2004, ông Quách Thanh Côn được bầu làm Phó Bí thư, Phó Chủ tịch Khu tự trị dân tộc Choang, tỉnh Quảng Tây từ năm 2004 đến 2007, nơi có trữ lượng kim loại màu phong phú.
Tháng 11 năm 2002, ông Quách Thanh Côn được bầu làm Ủy viên Dự khuyết Trung ương Đảng. Tháng 10 năm 2007, được bầu tái đắc cử Ủy viên Dự khuyết Trung ương Đảng. Tháng 11 năm 2007, ông được bổ nhiệm giữ chức Bí thư khu tự trị dân tộc Choang Quảng Tây. Ông giữ vị trí này cho đến tháng 12 năm 2012, khi ông Bành Thanh Hoa được bổ nhiệm thay thế.
Tháng 11 năm 2012, được bầu làm Ủy viên chính thức Ban Chấp hành Trung ương Đảng Cộng sản Trung Quốc khóa XVIII. Ngày 28 tháng 12 năm 2012, Quách Thanh Côn được điều chuyển sang Chính phủ và được Ủy ban Thường vụ Nhân đại Trung Quốc thông qua quyết định bổ nhiệm thay thế ông Mạnh Kiến Trụ giữ chức Bộ trưởng Bộ Công an.
Ngày 16 tháng 3 năm 2013, ông được Đại hội đại biểu Nhân dân toàn quốc Trung Quốc phê chuẩn bổ nhiệm làm Ủy viên Quốc vụ. Trong quá trình công tác, ông Quách Thanh Côn đã theo học, lấy bằng Tiến sỹ và học hàm Giáo sư. Tháng 4 năm 2013, nhậm chức Phó Bí thư Ủy ban Chính trị Pháp luật Trung ương Đảng Cộng sản Trung Quốc.
Ngày 24 và 25 tháng 10 năm 2017, Quách Thanh Côn được Ủy ban Trung ương Đảng Cộng sản Trung Quốc khóa XIX bầu vào Bộ Chính trị và Ban Bí thư Trung ương.
Ngày 31 tháng 10 năm 2017, Quách Thanh Côn được phân công làm Bí thư Ủy ban Chính trị Pháp luật Trung ương Đảng Cộng sản Trung Quốc.